# TIM Perú

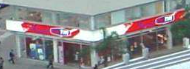
Tienda TIM en el distrito de San Isidro, Lima (actualmente Claro), septiembre de 2003.

TIM Perú fue la filial peruana de la empresa de telecomunicaciones Telecom Italia Mobile (TIM).
Fue el tercer operador de telefonía móvil del país, después de Movistar (1996) y Bellsouth (1999). Ingresó al país al ganar una licitación realizada por el estado peruano de un bloque de 1900 MHz en el año 2000. Posteriormente inició operaciones en enero de 2001 en Lima y Callao.Además fue la empresa que introdujo la tecnología GSM en Perú, además de iniciar el cobro de sus tarifas en moneda local, a diferencia de su competencia que lo hacía en dólares estadounidenses.
Tras operar únicamente en las ciudades más importantes del país, en 2004 expandió su red a nivel nacional.
El despliegue inicial y posterior de la red GSM estuvo a cargo de la empresa Nokia como proveedor de tecnología, cuya oficina local estuvo a cargo Claudio Paderni, ejecutivo internacional de Nokia Oy.
En 2005, la filial fue adquirida por la empresa de telecomunicaciones America Móvil cambiando de nombre a Claro. La venta a América Móvil ocurrió debido a la salida corporativa de TIM en varios países de Sudamérica, hecho que se repitió con la venta de las filiales locales de Bellsouth en el continente.